# Sun Mingming
Sun Ming Ming, né le 23 août 1983 à Xian de Bayan, est un joueur chinois de basket-ball de 2,36 m. Il s'agit du basketteur professionnel le plus grand de tous les temps d'après le Livre Guinness des records.

## Biographie
Sa grande taille est attribuée à une tumeur au cerveau dont il a été opéré en 2005. Il rejoint les États-Unis  et s'inscrit à la draft 2005 de la NBA, mais il n'est pas retenu après un essai aux Lakers de Los Angeles. Il a joué dans plusieurs équipes de l'American Basketball Association entre 2006 et 2008, puis il rejoint la ligue professionnelle au Japon[réf. souhaitée].
Il évolue de 2009 à 2014 dans le club des Beijing Ducks. Il fait des apparitions occasionnelles en tant qu'acteur.

## Carrière sportive
- 2006 :  Dodge City Legend (en)
- 2007 :  Maryland Nighthawks (en)
- 2007 :  Grand Rapids Flight (en)
- 2007 :  Fuerza Regia (en)
- 2008 :  Grand Rapids Flight (en)
- 2008-2009 :  Hamamatsu Phoenix (en)
- 2009 :  Heilongiang Daqing
- 2009-2014 :  Beijing Ducks

## Filmographie

### Films
- 2007 : Rush Hour 3
- 2016 : Funny Soccer
- 2017 : The Thousand Faces of Dunjia (en)

### Séries télévisées
- 2016 : Singing All Along (en)
- 2016 : Candle in the Tomb (en)